# São Francisco do Pará
São Francisco do Pará là một đô thị thuộc bang Pará, Brasil. Đô thị này có diện tích 479,558 km², dân số năm 2007 là 11955 người, mật độ 24,93 người/km².